# Tomek Bork
Tomasz Karol Borkowy, né à Varsovie (Pologne) le 17 septembre 1952, est un acteur polonais qui travaille au Royaume-Uni depuis le début des années 1980. Il est souvent crédité sous le nom de Tomek Bork dans de nombreuses apparitions cinématographiques et télévisuelles.

## Biographie
Tomek Bork vit à Édimbourg (Écosse) et dans le sud de l'Espagne.

## Filmographie partielle

### Au cinéma
- 1978 : Nie zaznasz spokoju (pl) : Long
- 1980 : Wysokie loty : Janusz
- 1988 : L'Insoutenable Légèreté de l'être (Nesnesitelná lehkost bytí) : Jiri
- 2009 : The Way to Macondo
- 2013 : Jak gleboki jest ocean : Marek

### À la télévision
- 1989 : Doctor Who : Épisode The Curse of Fenric : Le Capitaine Sorin